# Мон-де-Ка
Мон-де-Ка (фр. Mont des Cats) — неварений пресований французький сир з коров'ячого молока.

## Історія
Сир винайшли в 1816 році монахи-траппісти з абатства Воріт Порятунку (фр. Abbaye de Port du Salut) в департаменті Маєнн.

## Виготовлення
Мон-де-Ка дозріває у вологому погребі протягом 2-х місяців. В процесі дозрівання сир промивають розсолом, який містить природний барвник з насіння аннато, завдяки чому він набуває помаранчевого кольору.
В рік виробляється близько 220 тонн сиру Мон-де-Ка.

## Опис
Голівка сиру, покрита вимитою скоринкою золотистого кольору, має форму кола діаметром 20 см і товщиною 4–5 см, вага близько 1,8 кг. Жирність 40–45 %. Напівтверда м'якоть помаранчевого кольору має невеликі дірочки. У сиру ніжний приємний смак.
Мон-де-Ка найкраще поєднується із сухими білими мускатними винами або білим Graves. Сир також вживають з ранковою кавою.